# Presi di mira
Presi di mira (Bounty Hunters 2: Hardball) è un film statunitense-canadese del 1997 diretto da George Ershbamber. È il sequel del film Due sotto tiro del 1996.

## Trama
I due cacciatori di taglie Jersey Bellini e B.B., sgominano la banda del boss mafioso Wald arrestando tutti i scagnozzi mentre compiono una rapina. Invece Wald incarica il sicario Carlos per far fuori i due cacciatori di taglie.